# District de Dunakeszi
Le district de Dunakeszi (en hongrois : Dunakeszi járás) est un des 18 districts du comitat de Pest en Hongrie. Créé en 2013, il compte 78 575 habitants et rassemble 4 localités : 1 commune et 3 villes dont Dunakeszi, son chef-lieu.

## Localités
- Csomád
- Dunakeszi
- Fót
- Göd